# جاخيرلي
جاخيرلي (بالأذرية: Çaxırlı) هي قرية وبلدية في مقاطعة جبرائيل في أذربيجان.
بحكم الواقع هي جزء من جمهورية أرتساخ ضمن مقاطعة هادروت. أعلن الرئيس الأذربيجاني إلهام علييف عن استعادتها في 3 أكتوبر 2020.